# Listă de religii și tradiții spirituale

## Religii avraamice

### Creștinism
Confesiuni occidentale
- Biserica Romano-Catolică
- Biserica Evanghelică Luterană
- Biserica Anglicană
- Biserica Calvină
- Alte confesiuni protestante și neoprotestante (metodiști, baptiști, anabaptiști, adventiști, penticostali)

Confesiuni răsăritene
- Biserica Ortodoxă
- Biserica Greco-Catolică
- Biserica Nestoriană
- Bisericile vechi orientale

### Islam
- Suniți
- Șiiți
- Wahhabiți

### Iudaism
- Ortodocși
- Conservatori
- Reformați

## Religii orientale

### Budism
- Zen
- Yoga

### Religii chinezești
- Taoism

- Confucianism

### Satanism
Credință în diavol. Ca tradiție e sa faci un ritual satanic invocându-l și făcându-i vrerea.
Marea majoritate a sataniștilor moderni nu cred nici în Dumnezeu, nici în Diavol. Ei sunt atei, iar Diavolul este pur și simplu un simbol (imaginar) al libertății.